# Flixtrain

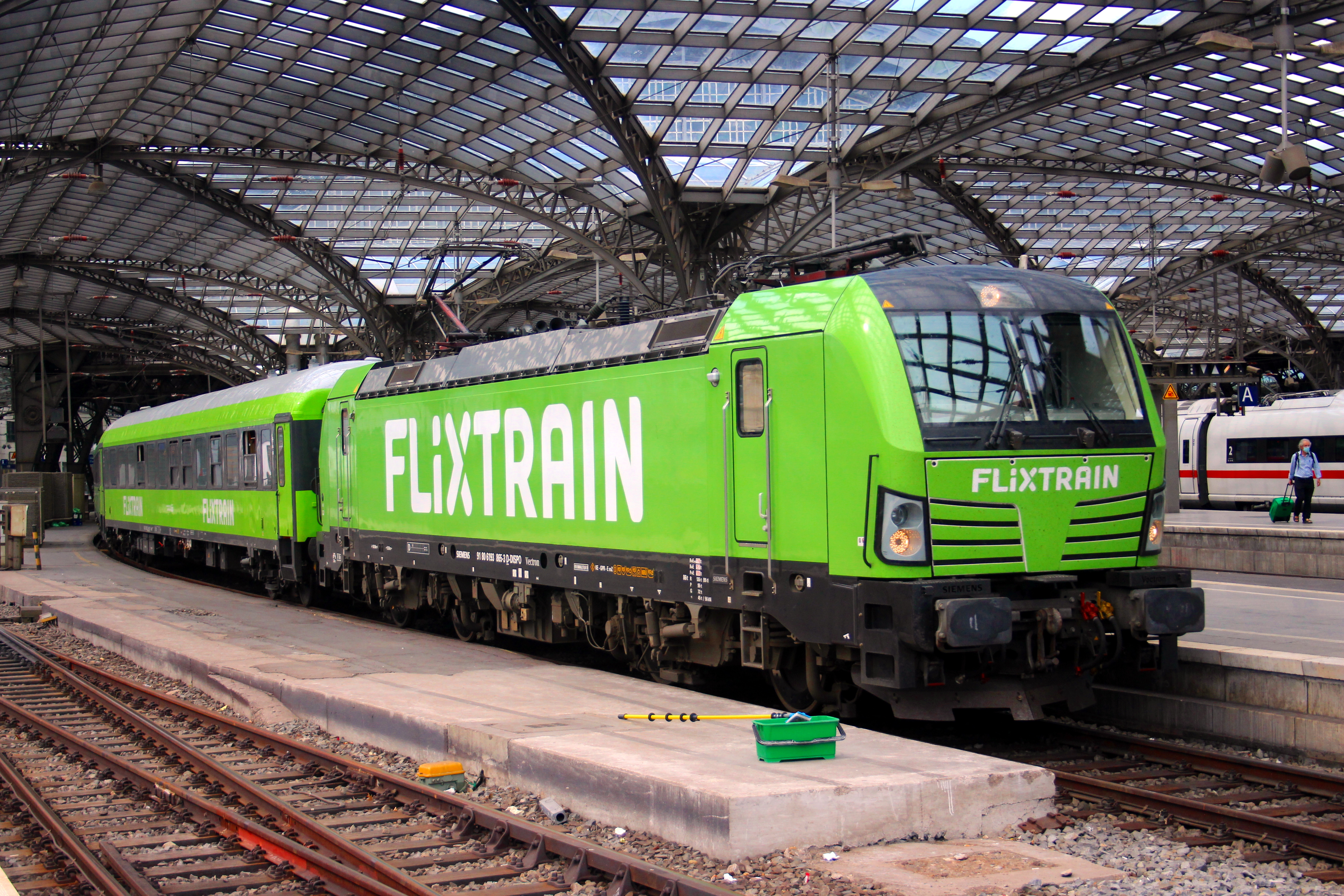
Flixtrain-Zug in Köln Hbf (August 2020)

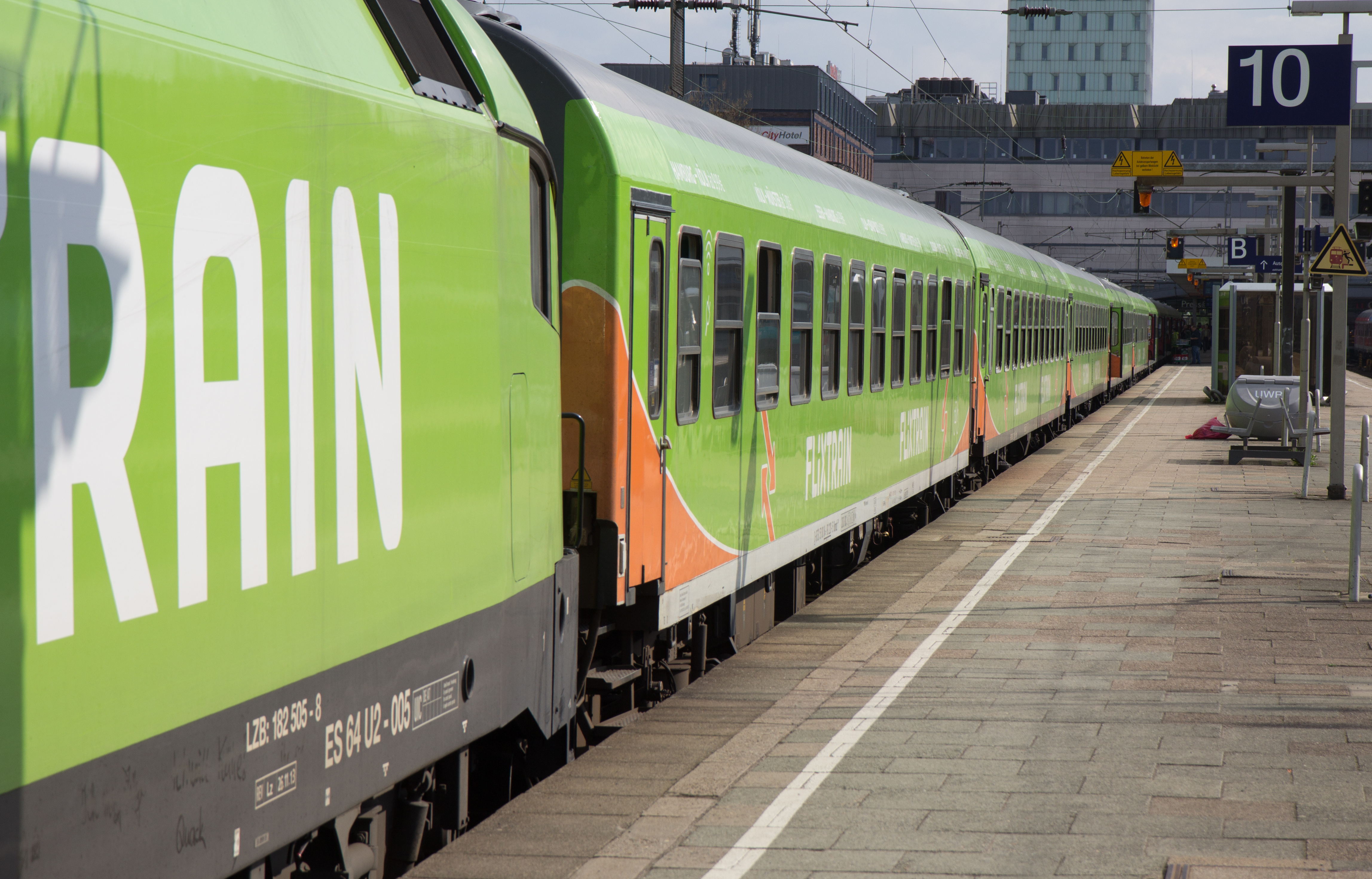
Flixtrain-Zug im Bahnhof Hamburg-Altona (April 2018)

Die Flixtrain GmbH ist ein Eisenbahnverkehrsunternehmen des Verkehrskonzerns Flix. Es bietet seit 2017 deutschlandweiten Schienenpersonenfernverkehr an und tritt als Mitbewerber zu DB Fernverkehr auf. Das Angebot von Flixtrain konzentriert sich auf Verkehre zwischen Ballungszentren und ergänzt das ebenfalls zu Flix gehörende Fernbusnetz der Marke Flixbus. In Schweden wurde zwischen Mai 2021 und Januar 2024 eine Linie betrieben.

## Geschichte
Im August 2017 erhielt Flixtrain, eine zwei Monate zuvor gegründete 100-prozentige Tochtergesellschaft von Flix, eine Lizenz als Eisenbahnverkehrsunternehmen und übernahm damit den Betrieb der zuvor pleitegegangenen privaten Betreibergesellschaft Locomore.
Im April 2018 startete Flixtrain auf den Strecken Stuttgart–Berlin und Hamburg–Köln. Flix übernimmt, analog zum Fernbusverkehr, unter der Marke Flixtrain die Vermarktung, die Netzplanung und die Preisgestaltung. Im Jahr 2018 verkaufte das Unternehmen rund 750.000 Fahrkarten. Die durchschnittliche Auslastung lag bei 70 Prozent. Im Mai 2019 wurde die Verbindung zwischen Berlin und Köln aufgenommen. Zunächst fuhr dort nur ein Zugpaar, das Angebot wurde im Lauf des Jahres erweitert.
Aufgrund der COVID-19-Pandemie reduzierte oder pausierte das Unternehmen den Betrieb im Frühjahr 2020 sowie im Herbst/Winter 2020 und 2022. Im Jahr 2020 ersetzte Flixtrain seine Flotte und verkehrt seither mit modernisierten Wagen. Ab Mai 2021 expandierte Flixtrain und erweiterte das Netz erstmalig nach München und Bremen Hbf.
Nach Verhandlungen  mit Talgo über die Beschaffung von Zügen des Typs Talgo 230 teilte das Unternehmen Ende Mai 2025 mit, dass es bei Talgo insgesamt 65 Zuggarnituren für den Hochgeschwindigkeitsverkehr bestellt habe, die außer in Deutschland auch in diversen europäischen Ländern einsetzbar sein sollen. Talgo übernimmt auch einen Teil der Wartungsarbeiten an den Zügen. Bei Siemens bestellte Flixtrain Lokomotiven des Typs Vectron, die die Traktion der Talgo-Züge übernehmen sollen.

## Verkehr in Deutschland
Flixtrain betreibt, ähnlich wie die Billigfluggesellschaften oder die französische Staatsbahn SNCF mit ihrer Marke Ouigo, ein Geschäftsmodell zur Kostensenkung, welches darauf basiert, ein möglichst einfaches im niedrigsten Marktsegment angesiedeltes „Grundprodukt“ anzubieten, welches der Kunde durch Zubuchen optionaler „Extras“ erweitern kann. Im Deutschen könnte man dieses System „Baukastenprinzip“ nennen; der englische Begriff no frills (sinngemäß „ohne Schnickschnack“) ist auch im Deutschen verbreitet. Die Züge führen nur eine Wagenklasse und keinen Speisewagen. Die ab 2020 eingesetzten, von Talbot Services umgebauten Fahrzeuge weisen eine hohe Sitzplatzzahl (100 pro Wagen) – bei entsprechend engerem Sitzteiler – auf.
Die Fahrpreise sind nachfrageabhängig und werden nach dem Prinzip des Ertragsmanagements ermittelt. Flixtrain vermarktet seine Strecken mit einer sogenannten „Sitzplatzgarantie“. Kunden erhalten bei Erwerb eines Tickets automatisch einen Sitzplatz im Zug zugewiesen und können diesen aufpreispflichtig ändern. Obwohl es nur eine Wagenklasse gibt, bietet Flixtrain gegen Zuschlag einige Komfortsitze mit mehr Beinfreiheit an. Dies ist vergleichbar mit dem System im Luftverkehr, bei Flixbus und anderen Fernbussen, und bei französischen TGVs, wo lediglich Sitzplätze mit bei der Buchung (oder spätestens beim Einchecken) zugewiesener konkreter Reihe und Nummer verkauft werden. Beim größeren Mitbewerber DB Fernverkehr ist es möglich, ein Ticket ohne zugewiesenen Sitzplatz zu erwerben, welches bei Belegung aller Sitzplätze einem Stehplatz gleichkommt. Im Flixtrain ist es außerdem (wie im Flixbus) möglich, über die Option „Freier Nebensitz“ für einen Aufpreis eine komplette Sitzreihe mit zwei Sitzplätzen zu reservieren. Im Gegensatz zur Deutschen Bahn besteht für die gesamte Fahrt Anspruch auf beide Sitzplätze, dieser erlaubt jedoch weder die Mitnahme einer weiteren Person, noch mehr Freigepäck.
Flixtrain betrieb ab 2019 alle seine Fahrten mit Ökostrom, der von Green Planet Energy bezogen wurde. Aufgrund steigender Energiepreise stellte Flixtrain 2023 den Bezug von Ökostrom ein. In Schweden wurde bis zur Einstellung des Angebots weiterhin 100 % Ökostrom bezogen.

Linien von Flixtrain (2025)

### Linien

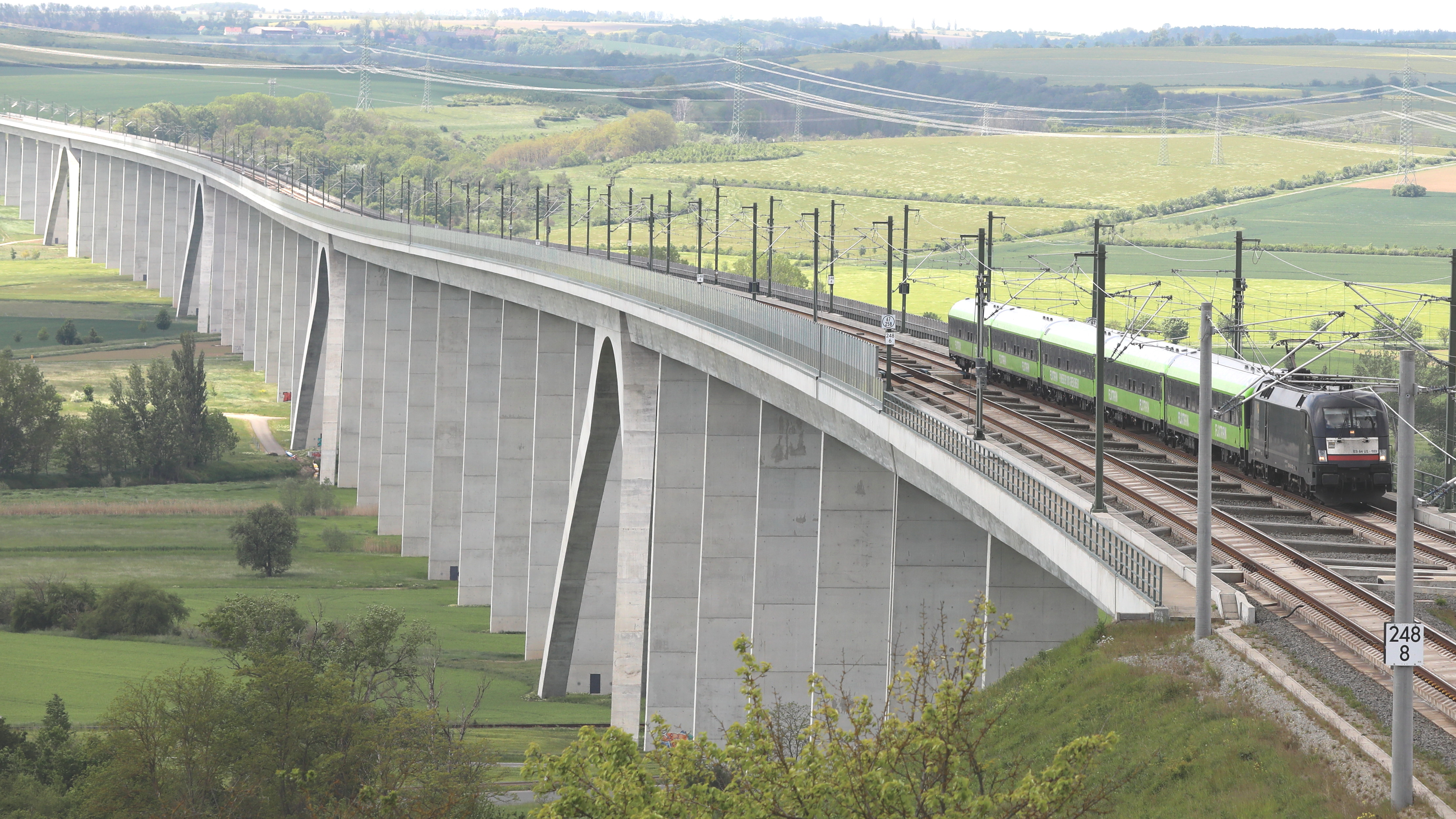
Flixtrain-Zug zwischen Erfurt und Halle auf der Unstruttalbrücke (2021)

Derzeit (Stand: März 2025) verkehren folgende Linien:
| Linie  | Strecke | Frequenz | EVU |
| ------ | --- | --- | --- |
| FLX 10 | Stuttgart – Heidelberg – (Weinheim –) Darmstadt – Frankfurt (Main) Süd – Fulda – (Eisenach –) Gotha – Erfurt – Halle (Saale) – Berlin Südkreuz – Berlin Hbf (– Berlin Gesundbrunnen)                                                                 | 12 Zugpaare/Woche                                                                                           | Flixtrain (EVU) in Zusammenarbeit mit Netzwerkbahn Sachsen (Tf und Zf) und Berliner Bahnservice (Zub)     |
| FLX 10 | Basel Bad Bf – Freiburg – Offenburg (→ Baden-Baden) – Karlsruhe – Heidelberg – Darmstadt – Frankfurt (Main) Süd – Fulda – Bad Hersfeld – Erfurt – Halle (Saale) – Berlin                                                                             | 4 Zugpaare/Woche                                                                                            | Flixtrain (EVU) in Zusammenarbeit mit Berliner Bahnservice (Zf und Zub) und Netzwerkbahn Sachsen (Tf)     |
| FLX 10 | Mainz – Frankfurt Flughafen – Frankfurt (Main) Süd – Offenbach – Hanau – Fulda – Kassel-Wilhelmshöhe – Göttingen – Hannover Messe/Laatzen – Wolfsburg – Berlin-Spandau – Berlin Hbf                                                                  | 2 Zugpaare/Woche                                                                                            | |
| FLX 20 | Hamburg Hbf – (Hamburg-Harburg –) Bremen – Osnabrück – Münster – Gelsenkirchen – Essen – Duisburg – Düsseldorf – Köln | 10 Zugpaare/Woche                                                                                           | Flixtrain (EVU und Zub) in Zusammenarbeit mit Hector Rail (Tf, Zf und Stellung Tfz), weitere Partner (Zf) |
| FLX 30 | (Aachen –) Köln – (Neuss ←) Düsseldorf – Duisburg – (Oberhausen ←) Essen – (Gelsenkirchen –) Dortmund – Hamm – Gütersloh – Bielefeld – Hannover – (Berlin-Spandau ←) Berlin Hbf – Berlin Ostbahnhof – (Elsterwerda – Dresden-Neustadt – Dresden Hbf) | 9 Zugpaare/Woche (Köln–Berlin)4 (je 2) Zugpaare/Woche (Aachen–/Köln–Dresden)1 Zugpaar/Woche (Aachen–Berlin) | SVG |
| FLX 35 | Hamburg – (Berlin-Charlottenburg ←) Berlin Hbf – (Berlin Ostbahnhof ←) Berlin Südkreuz – Leipzig | 10/9 Züge/Woche (Gesamtstrecke)2 Zugpaare/Woche (Hamburg–Berlin)                                            | Flixtrain (EVU und Zub) in Zusammenarbeit mit Hector Rail (Tf und Stellung Tfz), weitere Partner (Zf)     |

(EVU = Eisenbahnverkehrsunternehmen, Tfz = Triebfahrzeug, Tf = Triebfahrzeugführer, Zf = Zugführer, Zub = Zugbegleiter)

### Kooperation mit dem Regionalverkehr
Anfang 2023 begann Flixtrain auf ersten Strecken eine Kooperation mit dem Deutschlandtarifverbund. Für Verbindungen, die sowohl einen Regionalzug als auch eine Fahrt mit Flixtrain umfassen, werden seitdem auf bestimmten Nahverkehrslinien Durchgangsfahrkarten angeboten. In einer ersten Testphase umfasste die Kooperation vier Verbindungen, auf denen insgesamt sechs Verkehrsunternehmen fuhren. Die Kooperation wurde seitdem schrittweise ausgebaut und gilt seit Januar 2025 für Nahverkehrslinien zu etwa 500 Städten.

### Rollmaterial
Von April 2018 bis März 2020 kamen für Flixtrain verschiedene Wagentypen unterschiedlicher Unternehmen zum Einsatz. Auf der von Leo Express betriebenen Linie 10 (Berlin–Stuttgart) wurden hauptsächlich die acht für Locomore umgebauten Wagen von SRI Rail Invest und ehemalige Interregio-Wagen der Firma Heros genutzt, ergänzt durch Wagen der Gattung Bomdz 236.9 von TRI und kurzzeitig zwei Wagen der Gattung Am von EuroExpress. Bei den von BTE betriebenen Linien 20 (Hamburg–Köln) und 30 (Berlin–Köln) wurden überwiegend Wagen aus dem eigenen BTE/RDC-Wagenpark eingesetzt: Bom 024, Bomz 236, Bomdz 236.9, Bimz 264, Bimdz 268, Bvcmz 248, Bvcmbz 249.1 und ARkimbz 266.9. Dazu kamen allerdings auch angemietete Interregio-Wagen von Heros sowie Bom(d)z 236 und kurzzeitig n-Wagen von TRI.
Seit Sommer 2020 setzt Flixtrain eine modernisierte Flotte aus 135 ehemaligen Interregio-Wagen ein, die zuvor bei Talbot entkernt und zu Großraumwagen der Gattungen Bmmz264, Bmmdz268 und Bmmbz138/266 umgebaut wurden. Dabei blieben typische Interregio-Designelemente wie die wellenförmige Deckenverkleidung, die Längswandverkleidungen, Glastüren mit Griffen sowie die Tische erhalten und wurden passend zur neuen Farbgestaltung neu beschichtet. Die Wagen wurden mit neuen Sitzen, ebensolchen Toiletten, Steckdosen am Platz, WLAN und einem digitalen Unterhaltungsangebot ausgestattet. Die Anzahl der Sitzplätze pro Wagen wurde von zuvor 60 auf 100 erhöht, es handelt sich somit um die am dichtesten bestuhlten Wagen, die derzeit im schienengebundenen Fernverkehr in Deutschland eingesetzt werden. IC-Großraumwagen von DB Fernverkehr haben hingegen nur 80 Sitzplätze bei gleicher Wagenlänge. Die Flixtrain-Wagen verfügen fast ausschließlich über Reihenbestuhlung, lediglich in der Wagenmitte sind zwei Vierergruppen vorzufinden. Eine Klimaanlage gibt es nur im Wagen 100, dafür können jedoch einige Fenster einen Spalt geöffnet werden. In der Regel verfügt jeder Zug über einen Wagen 100 in der Zugmitte, welcher mit einer barrierefreien Toilette, einem Zugbegleiterabteil und Rollstuhlplätzen ausgerüstet ist.

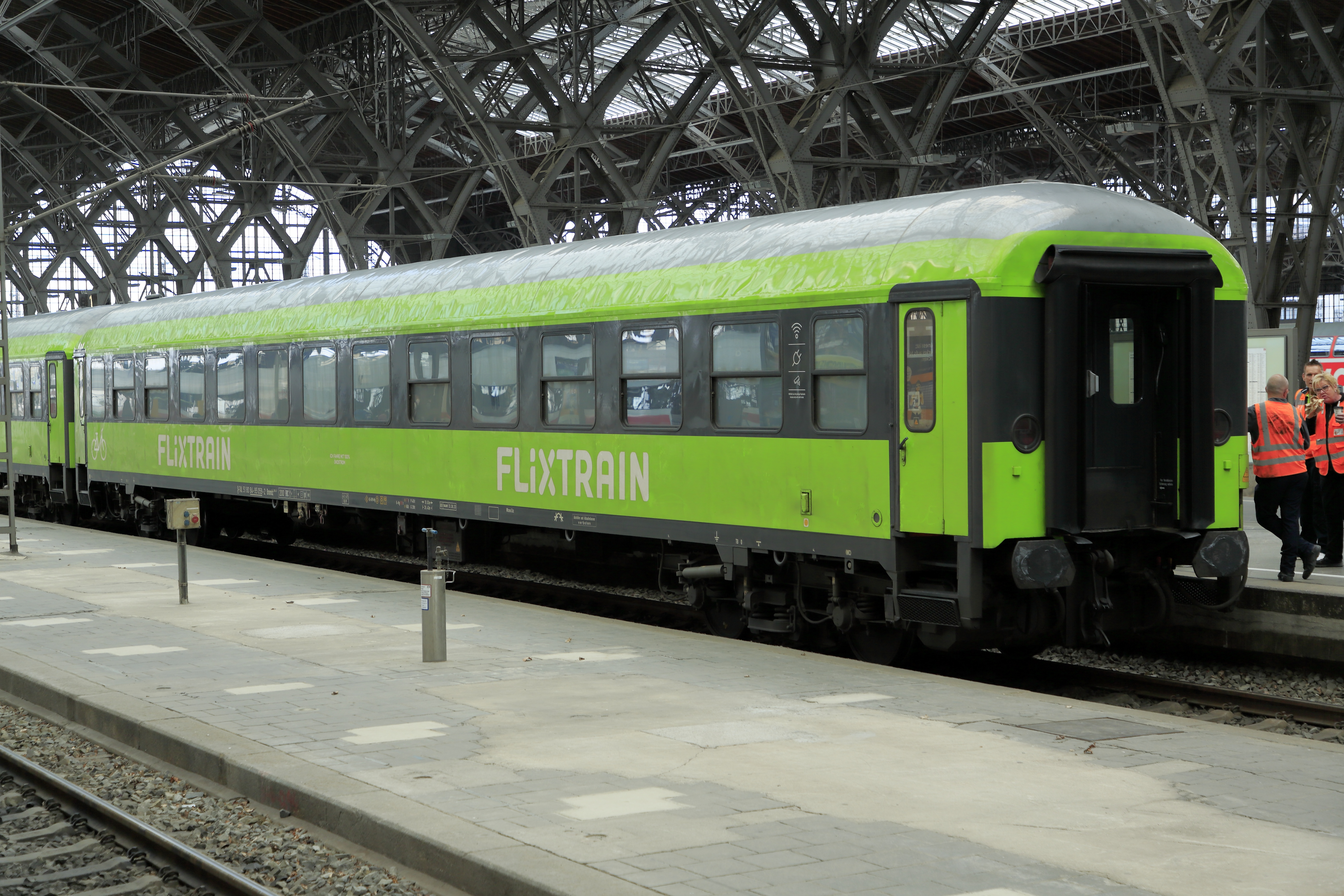
Flixtrain-Wagen der Gattung Bmmdz 268

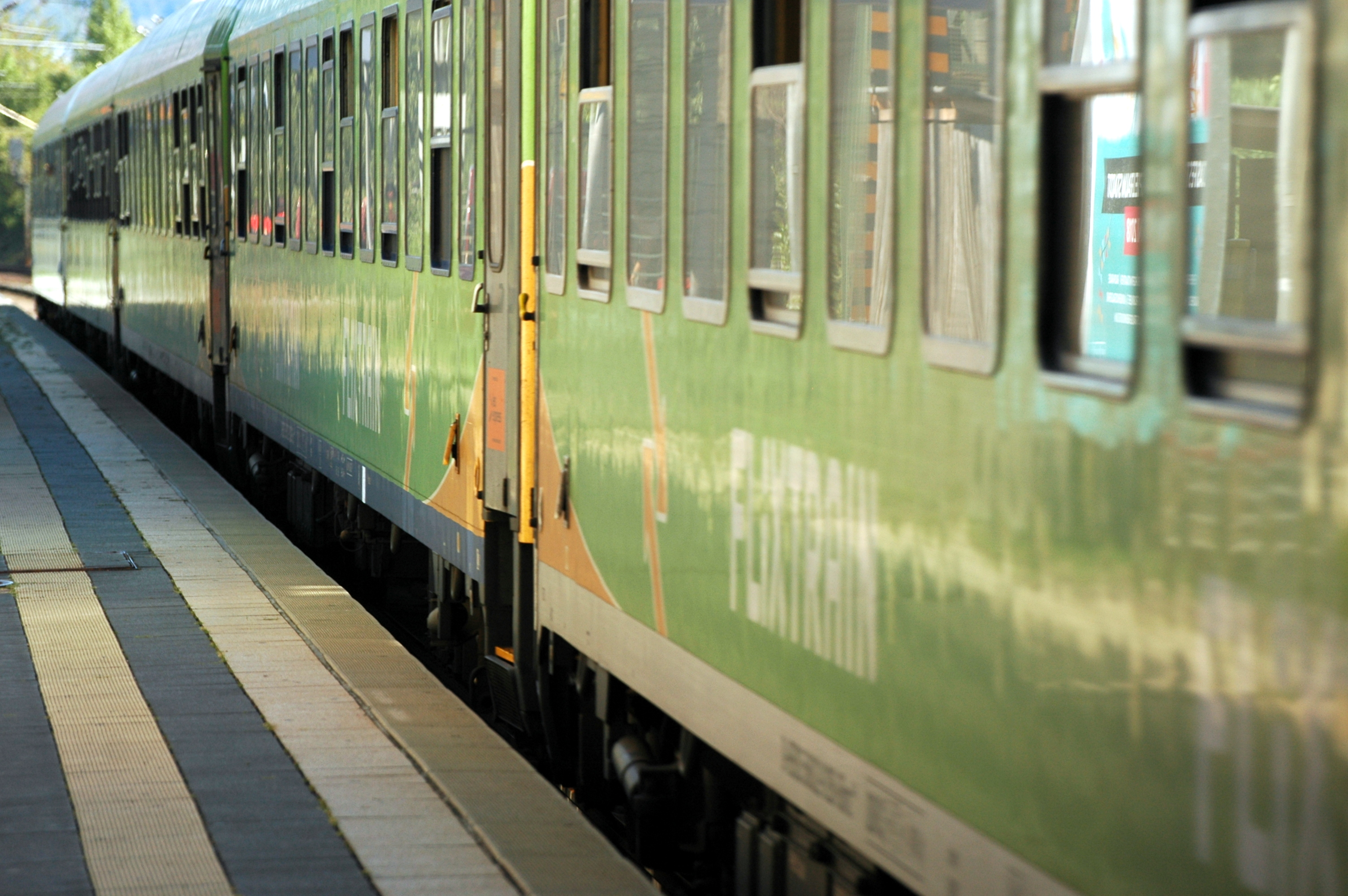
Flixtrain-Wagen der Gattung Bimz 264

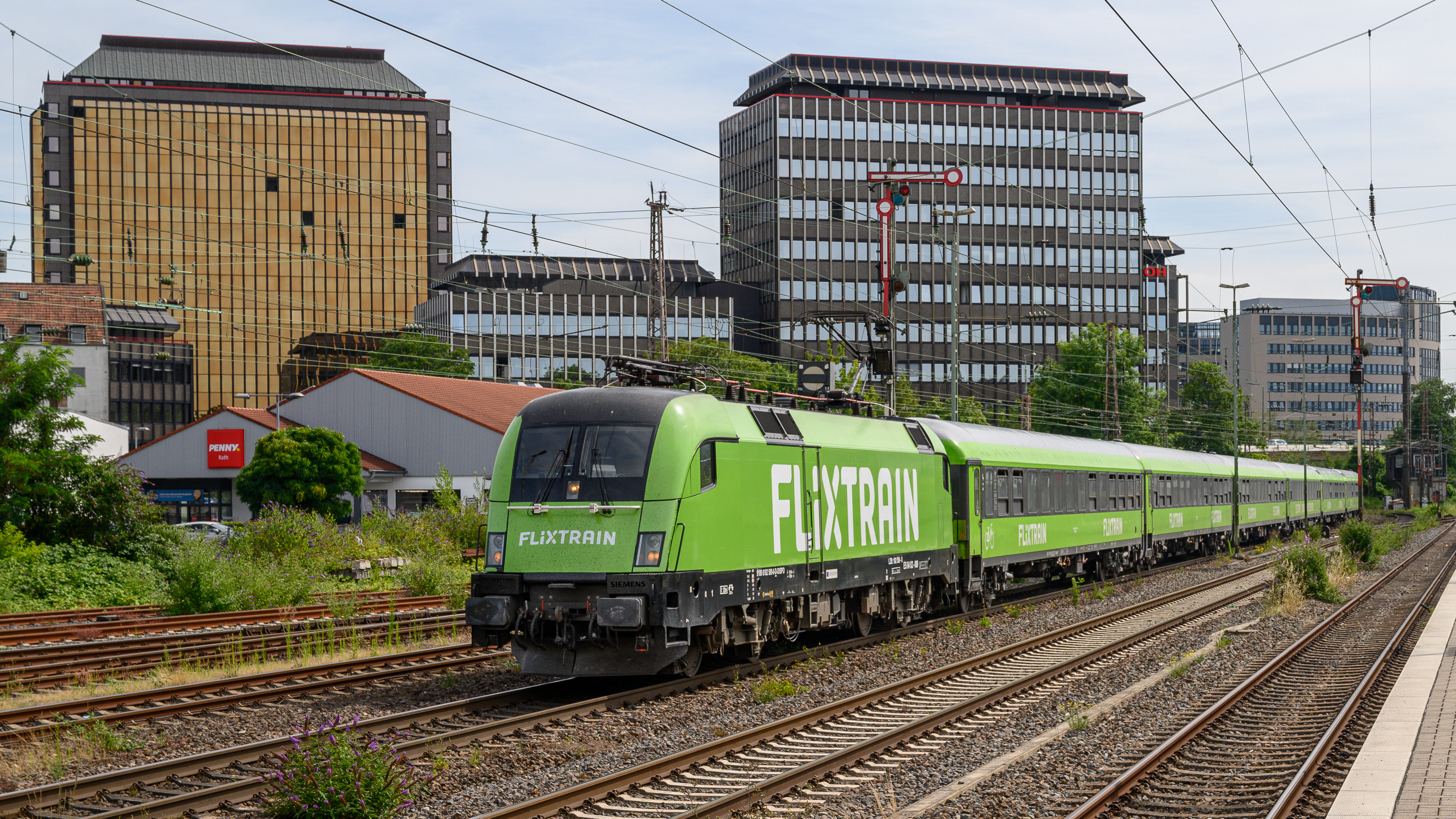
Flixtrain mit Siemens-Taurus-Lokomotive

## Europäisches Ausland
Im Mai 2021 nahm Flixtrain den Betrieb in Schweden mit Zügen zwischen Stockholm und Göteborg auf. Ursprünglich sollte dies bereits 2020 geschehen, die COVID-19-Pandemie führte aber zu einer Verzögerung. Der schwedische Markt stellte das erste Auslandsengagement des Unternehmens dar. Das Unternehmen stand in Konkurrenz zur Staatsbahn SJ und dem privaten Anbieter MTR Express. Infolge von Herausforderungen bei der Wartung infolge eines Wintereinbruchs erfolgte Ende Januar 2024 der Rückzug aus Schweden. Die Reisezugwagen wurden nach Deutschland überführt und verstärken das dortige Angebot. Das Angebot wurde durch Hector Rail bereitgestellt. Die Linie Stockholm–Göteborg verband die zwei größten Städte des Landes.
| Linie  | Strecke                                                            | Frequenz       | Betreiber   |
| ------ | ------------------------------------------------------------------ | -------------- | ----------- |
| FLX 61 | Stockholm – Södertälje – Hallsberg – Skövde – Falköping – Göteborg | 3 Zugpaare/Tag | Hector Rail |

In Österreich vermarktet Flixtrain Tickets für die zwischen Wien und Salzburg verkehrende Westbahn sowie für den CAT zwischen Wien Landstraße/Mitte und Flughafen Wien.
Innerhalb der Schweiz verkehren keine Züge von Flixtrain, allerdings ist Basel Badischer Bahnhof, ein Grenzbahnhof auf Schweizer Staatsgebiet, der sich im Eigentum der Bundesrepublik Deutschland befindet, Ausgangspunkt der Linie FLX 10 nach Berlin.
In Frankreich beantragte das Unternehmen im Juni 2019 bei der Bahnaufsichtsbehörde Arafer im Zuge der Marktliberalisierung ab 2021 Trassenrechte für fünf Linien auf den Strecken Paris-Nord–Brüssel-Nord, Paris-Bercy–Lyon-Perrache, Paris-Bercy–Nizza (Nachtzug), Paris-Bercy–Toulouse-Matabiau, sowie Paris-Austerlitz–Bordeaux-Saint-Jean. Im April 2020 gab das Unternehmen bekannt, die Pläne aufgrund der hohen Trassennutzungsgebühren der SNCF Réseau nicht weiterzuverfolgen.
Im Mai 2023 beantragte Flixtrain Trassen für eine internationale Zugverbindung in die Niederlande. Die Strecke soll dabei von Oberhausen über Emmerich nach Arnhem, Utrecht, Amsterdam, Den Haag bis hin nach Rotterdam führen. Der Start der Verbindung war ursprünglich für Ende 2024 geplant, die Fahrten wurden bis dahin jedoch nicht aufgenommen.
Ende 2024 beantragte Flixtrain Trassen für eine Verbindung Berlin–Warschau mit Halt in Posen. Diese Verbindung soll ab 2026 mit bis zu zwei Zugpaaren täglich bedient werden. Vorerst ist nur eine Buchungsmöglichkeit zwischen Berlin und Polen, jedoch nicht innerhalb Polens vorgesehen.